# 棟里佳
棟 里佳（とう りか、1961年1月5日 - ）は、日本の女優。アンフィニー所属。旧芸名は棟理佳→東真衣→棟里香。北海道札幌市出身。

## 来歴
小学6年生の時に東京都へ移住。東京都立府中高等学校卒業後、演劇集団 円に入る。この他、以前はラヴァンスにも所属していた。

## 人物
血液型はA型。趣味はテニス、ゴルフ。

## 出演

### テレビドラマ

#### NHK
- 連続テレビ小説
  - こころ（2003年） - 多岐川麻子 役
  - ゲゲゲの女房（2010年） - 三浦徳子（床屋） 役
- 御宿かわせみ 第2シリーズ
- 真田太平記（1986年） - お栄 役

#### 日本テレビ系列
- 俺たちの祭
- 天まであがれ! パート1 第12話（1982年） - 看護婦
- 静かなるドン
- 火曜サスペンス劇場
  - 女弁護士・高林鮎子11（1993年） - 杉原いずみ 役
  - 女検事・霞夕子17（2001年） ‐ 山口礼子 役
  - 地方記者・立花陽介17（2001年） - 今野夕子 役

#### TBS系列
- Gメン'75　第266話「殺人暴走 オートバイ集団! 三途の川」（1980年）−三途の川の女メンバー
- ひと夏のラブレター
- 新しい風
- ウルトラマン80 第44話「激ファイト! 80vsウルトラセブン」（1981年） - 田島亜矢 役
- 過去を追う女
- Dear ウーマン第6話 - 隣りの女
- 愛の劇場
  - ぐっどあふたぬ〜ん（1997年）
  - はれ時々くもり（1999年）- 常美
  - 聞かせてよ愛の言葉を（2005年）
  - いい女（2006年） - 絵美
- 東芝日曜劇場
  - ふたりのシーソーゲーム
  - THE DOCTOR
- ドラマ30
  - のんちゃんのり弁 （1997年 - 1998年、CBC） - 甲斐頼子 役
- ザ・ドクター（1999年） - 沢田珠美 役
- 月曜ドラマスペシャル
  - 和服デザイナー探偵3（1998年）
  - 十津川警部シリーズ17（1999年） - 旅館の仲居
  - 名探偵キャサリン9（2000年） - 小泉里美 役
- 月曜ミステリー劇場
  - 西村京太郎サスペンス・探偵 左文字進6 避暑地の殺人者（2002年）
  - おばさん会長・紫の犯罪清掃日記!ゴミは殺しを知っている2（2001年） ‐ 山本君枝 役
  - ムコ入り刑事 高山家・明の事件ファイル（2003年） - 桑田恭子 役
  - カードGメン・小早川茜7（2004年） - 山本明子 役
- 月曜ゴールデン
  - オバベン -京都ふたりの女弁護士-1（2013年） - 歩川春海 役
  - 制服捜査2（2016年） - 菅原春江 役

#### フジテレビ系列
- 大捜査線シリーズ追跡（1980年）- モコ
- 気になる天使たち（1981年）
- 本郷菊坂赤門通り（1981年） - 野本みどり 役
- 流れ星佐吉 最終話「さよなら大興行」（1984年、関西テレビ制作）
- 花嫁のれん 第1シリーズ（2010年） - 広沢知子 役
- しのぶ （1985年）
- 噺家カミサン繁盛記（1991年） - 山下ひろみ 役
- ザ・美容室 （2000年）
- しあわせギフトお届け人「青野大洋おどる事件帖」（2003年7月25日） - 宗方菊代 役
- 世にも奇妙な物語 ロンドンは作られていない
- 金曜エンタテイメント
  - 浅見光彦シリーズ (フジテレビのテレビドラマ)
    - 第4作（1997年） - 日隈敬子 役
    - 第11作（2001年） - 山下初子 役
    - 第15作（2003年） - 山野浩子 役
    - 第23作（2006年） - 山田昌枝 役
    - 第24作（2006年） - 吉村節子 役

  - 赤い霊柩車シリーズ16 （2002年）- 井上冬子 役
  - 神戸旅情ミステリー 突撃おばちゃん探偵 伊集院さゆりの事件簿 （2003年）- 浮気調査の対象の女
- 金曜プレステージ
  - 浅見光彦シリーズ28（2008年） - 永野弘美 役
  - 浅見光彦シリーズ44（2012年） - 轟幸子 役
- 赤と黒のゲキジョー
  - 浅見光彦シリーズ51（2014年） - 井田淑子 役

#### テレビ朝日系列
- 特捜最前線 第218話「窓際警視が愛した女教師！」（1981年）
- ザ・ハングマン 第39話「悪医者は吸血処刑」（1981年、ABC） - よしこ
- 女捜査官 第6話「赤い暴走族・血の復讐」（1982年、ABC）
- 西部警察 PART-III 第38話「長さんと泥棒」（1984年） - 日下けいこ（寅吉の実娘） 役
- 新ハングマン 第25話「女カメラマンを狙う謎の被写体」（1984年、ABC） - 川村明美 役
- 私鉄沿線97分署 第34話「ラストダンスで一発逆転!!」（1985年） - けいこ
- ハングマンV 第10話「ファルコンが宝石強盗の襲撃に加わる!」（1986年、ABC） - ウェイトレス
- はぐれ刑事純情派
  - 第2シリーズ 第24話「夜を歩く女」（1989年） - 板倉悠子 役
  - 第3シリーズ 第13話「危険な宅配便・疑惑の目撃者」（1990年） - 戸沢朝子 役
  - 第4シリーズ 第7話「通り魔!? 狙われた赤いコートの女」（1991年） - 西村直子 役
  - 第5シリーズ 第20話「過激なダイエット・盗撮された女子高生」（1992年） - 少年課・森口直子 役
  - 第8シリーズ 第8話「張込み お化け屋敷の女!?」（1995年） - 平野典子 役
  - 2003年スペシャル「東京〜稚内〜礼文島 北の最果での宗谷岬、それぞれの旅立ち さよなら、三波主任！」（2003年） - 吉田香澄 役
- 暴れん坊将軍IV 第70話「鉄火芸者に花一輪」（1992年） - お国 役
- さすらい刑事旅情編IV 第14話「ローカル線で待つ女・不倫の決算書」（1992年）- 神崎令子 役
- 心室細動 (小説)（1998年） ‐ 前田亜矢 役
- 新科捜研の女
- 金曜ナイトドラマ トリック エピソード1 母之泉 第1-3話（2000年） - 木田知世 役
- エラいところに嫁いでしまった! - 隣組
- 忠臣蔵 第5・6話
- ラブストーリーを君に どんなときも。
- 京都迷宮案内（2001年） - 小野薫 役
- 7人の女弁護士（2008年） - 矢野礼子 役
- 必殺仕事人2009（2009年） - ツネ 役
- 警視庁捜査一課9係（2015年） - 佐伯芳乃 役
- おかしな刑事（2017年） - 佐藤俊子 役
- 土曜ワイド劇場
  - 牟田刑事官事件ファイル 第5作「露天風呂撮影会ツアー殺人事件」（1986年8月2日） - 川瀬の隣人
  - 「作家 小日向鋭介の推理日記2」 - 葉山律子 役
  - 「温泉(秘)大作戦3」 - 山下芳江 役
  - 検事・朝日奈耀子3 - 森村恵子 役
  - 火災調査官・紅蓮次郎3「水が燃えるトリック・密室出火の謎!救出できたのか?消防官失格の赤い噂」
  - 殺人逃亡者の妻「夫は無実です!OL殺人事件の裏にもう一つの完全犯罪、鹿児島桜島に燃える殺意の噴火」
  - 神父・草場一平の推理1（2004年） - 横川武子 役
  - はみだし弁護士・巽志郎8「屋久島に消えた“無罪?”の殺人者、子連れ美人の執念にヤメ検激走」
  - 西村京太郎トラベルミステリー14（1989年） - 小林みどり 役
  - おとり捜査官・北見志穂3「深夜の首都高速でバラバラ連続殺人!銀座高級クラブに潜入した美人女刑事」
  - お祭り弁護士・澤田吾朗1「見知らぬ死体を夫と呼んだ女…みちのく夜祭り“北の盆”に秘められた哀しい殺意」
  - ショカツの女〜新宿西署・刑事課強行犯係2（2008年） - 折原美千代 役
  - おかしな刑事 居眠り刑事とエリート女警視の父娘捜査12（2015年） - 西澤愛子 役

#### テレビ東京系列
- 水曜女と愛とミステリー
  - 事件記者 浦上伸介3「東北線殺人事件 遠野民話オシラ様人形は見た!底なしマルチ商法に堕ちた母と娘の悲しい欲」
  - パートタイム探偵1（2002年） - 渋沢志津子 役
  - 猪熊夫婦の駐在日誌1（2004年） - 浅利修子 役
  - 刑務所の医者・若宮冴子「〜服役中の母は重病の愛娘を救えるか?女医が暴いた3年前の放火殺人の真相!」

#### BS-TBS
- ムコ入り刑事 高山家・明の事件ファイル - 桑田恭子 役

### バラエティ
- ダウンタウンのごっつええ感じ(1993年) - 「木瓜の花」第10回の端役

### 舞台
- 野麦峠
- 雨

### 映画
- 二十四の瞳
- スペインからの手紙
- 俺とあいつの物語
- えきすとら
- 椿姫
- 旅芝居行進曲
- 男はつらいよ 柴又より愛をこめて
- 劇場版TRICK 霊能力者バトルロイヤル（2010年5月8日、東宝） - 木田知世 役　※映像出演

### ラジオ
- ヤロメロジュニア出発進行!